# 5.ª Brigada Mixta (Ejército Popular de la República)
La 5.ª Brigada Mixta fue una unidad del Ejército Popular de la República que participó en la Guerra Civil Española, siendo una de las primeras que se creó siguiendo el sistema de las Brigadas Mixtas. Esta unidad estuvo compuesta por carabineros.

## Historia
La brigada fue creada hacia finales de octubre de 1936 en la localidad alicantina de Villena, a partir de fuerzas de carabineros. Fue formada a partir de unidades de carabineros y quedó bajo el mando de Fernando Sabio Dutoit.
El 4 de noviembre la brigada partió hacia Villacañas en ferrocarril, y desde allí continuó por medios motorizados hasta alcanzar la zona de Colmenar de la Oreja y Chinchón, donde quedó instalado el puesto de mando de la brigada. Durante la defensa de Madrid cedió dos de sus batallones para la defensa de la ciudad. El día 7 la 5.ª BM se encontraba protegiendo el sector de Vallecas. El día 12, junto a la 2.ª Brigada Mixta y XII Brigada Internacional, atacó el Cerro de los Ángeles. El 21 de noviembre el mando republicano le encomendó la reconquista del Cerro Garabitas, recientemente capturado por las fuerzas sublevadas. Sin embargo, la brigada fracasó en su intento de conquistar el cerro y a cambio sufrió muchas bajas, entre ellas la del comandante Sabio —que resultó herido—. A comienzos de diciembre la unidad fue destinada a cubrir el frente que iba desde Valdemorillo hasta la Ciudad Universitaria de Madrid, sector que se encontraba bajo el mando del general Kléber. Poco después la brigada fue adscrita a la 5.ª División, bajo el mando del comandante Juan Perea Capulino.
La brigada participó en las últimas fases de la Batalla del Jarama. Llegada a la zona de combate, el 14 de febrero intentó conquistar el Puente de Pindoque, pero el ataque fracasó. Tras la estabilización del Frente de Madrid, la 5.ª BM no volvería a participar en ninguna acción bélica importante.
A finales de 1937 la brigada quedó adscrita a la 13.ª División. En la primavera de 1938 pasó a depender de la 18.ª División del Grupo de Ejércitos de la Región Central (GERC). En marzo de 1939, en los primeros momentos del Golpe de Casado la unidad tuvo una actitud titubeante, pero finalmente se inclinó en favor de las tropas de Liberino González, consolidando la victoria del coronel Segismundo Casado. La brigada desapareció con el final de la contienda.

## Mandos
- Capitán de intendencia Fernando Sabio Dutoit;
- Teniente coronel de carabineros Luis Sánchez Codés;
- Capitán de carabineros Hilario Fernández Recio;
- Capitán de carabineros Lázaro Fraguas Palacios;
- Capitán de carabineros Manuel Suárez Zabalo;